# Axen, Gästrikland
Axen är en sjö i Hofors kommun i Gästrikland och ingår i Gavleåns huvudavrinningsområde. Sjön är 7,5 meter djup, har en yta på 0,157 kvadratkilometer och är belägen 177,3 meter över havet.

## Delavrinningsområde
Axen ingår i det delavrinningsområde (670318-153303) som SMHI kallar för Mynnar i Krattdammen. Medelhöjden är 186 meter över havet och ytan är 1,15 kvadratkilometer. Det finns inga avrinningsområden uppströms utan avrinningsområdet är högsta punkten. Vattendraget som avvattnar avrinningsområdet har biflödesordning 4, vilket innebär att vattnet flödar genom totalt 4 vattendrag innan det når havet efter 85 kilometer. Avrinningsområdet består mestadels av skog (77 procent). Avrinningsområdet har 0,16 kvadratkilometer vattenytor vilket ger det en sjöprocent på 13,6 procent.